# Uinkarets
Uinkarets (U-in-ka'-rets ), Jedno od plemena Southern Paiutes Indijanaca s juga Velikog bazena na terasastim platoima kod Grand Canyona na Mount Trumbullu (Kelly). Ime ovog naroda znači na pajutskom "pine mountain people; "Place of Pines"." Srodni su s dvije susjedne grupe Shivwits (ili "people of the springs") i Unkakaniguts ("people of the red lands.") Nestaju kasnih 1890. kada napuštajući svoja staništa i odlaze živjeti srodnim grupama Shivwits i Kaibab.

## Etnografija
U škrtoj prirodi Grand Canyona, tri malena južnopajutska plemena Uinkarets, Shiwits i Unkakaniguts živjela su prilično sličnim načinom života. Njihove kućice bile su kolibice od granja pokrivene korom smreke, dovoljno velike da preko noći sklonište može naći 6 osoba. Odječa se izrađivala od koža divljih mačaka i vukova za muškarce i zečjeg krzna za žene. U svečanijim prilikama nosila se odjeća od antilopine kože, dekorirana fantastičnim ornamentima od zmijske kože, perja i repova vjeverica i sjevernoameričke prugaste vjeverice-čipmunk.
Hrana se pribavljala lovom i sakupljanjem. Indijanci su sabirali razne vrste sjemenja i kopali jestivo korjenje, dok su na višim platoima lovili jelene i antilope. Glavna divljač koja se lovila bio je zec, koji je bio najrasprostranjeniji, a lovio se lukom i strijelom. Zec se lovio godišnje i velikim kolektivnim lovom, za koju priliku su se služili mrežama od vlakana divljeg lana ili neke druge biljke, visoke oko 3,5 stopa i duge nekoliko stotina jardi.